# Patinação artística nos Jogos Olímpicos de Inverno de 1924 - Duplas
A prova de duplas da patinação artística nos Jogos Olímpicos de Inverno de 1924 foi disputada por 9 casais de sete países.

## Medalhistas
| Ouro   | AUT Helene Engelmann e Alfred Berger      |
| Prata  | FIN Ludovika Jakobsson e Walter Jakobsson |
| Bronze | FRA Andrée Joly e Pierre Brunet           |

## Classificação final
| Pos. | Atleta                                       | Pontos | Placar |
| ---- | -------------------------------------------- | ------ | ------ |
|      | AUT Helene Engelmann e Alfred Berger         | 9      | 10.64  |
|      | FIN Ludovika Jakobsson e Walter Jakobsson    | 18.5   | 10.25  |
|      | FRA Andrée Joly e Pierre Brunet              | 22     | 9.89   |
| 4    | GBR Ethel Muckelt e Jack Page                | 30.5   | 9.93   |
| 5    | BEL Georgette Herbos e Georges Wagemans      | 37     | 8.82   |
| 6    | USA Theresa Blanchard-Weld e Nathaniel Niles | 39     | 9.07   |
| 7    | CAN Cecil Smith e Melville Rogers            | 41     | 9.11   |
| 8    | GBR Mildred Richardson e Tyke Richardson     | 57     | 7.68   |
| 9    | FRA Simone Sabouret e Charles Sabouret       | 61     | 7.15   |